# Všeobecný zákoník občanský
Všeobecný zákoník občanský pro německé dědičné země Rakouské monarchie (německy Allgemeines bürgerliches Gesetzbuch für die gesammten Deutschen Erbländer der Österreichischen Monarchie, zkratka ABGB), v české právní praxi označovaný jako obecný zákoník občanský (ve zkratce o. z. o.), byl základem občanského práva neuherské části habsburské monarchie od skončení josefinismu až do jejího zániku. Vyhlášen byl 1. června 1811 patentem císaře Františka I. č. 946 Sb. z. s. s platností pro všechny země rakouského císařství, vyjímaje země Koruny uherské. V uherské části habsburské monarchie platil ABGB pouze v letech 1852–1861. Vyhlášení zákoníku předcházelo v roce 1797 krátké období „platnosti na zkoušku“ v Západní Haliči. Na českém území zůstal v platnosti až do vydání středního občanského zákoníku z roku 1950, některá ustanovení (smlouva služební) však zůstala v platnosti až do roku 1965 (kdy byl vydán zákoník práce) a ABGB silně inspiroval i tvorbu nového českého občanského zákoníku. Vycházel z tradic římského práva, ale především zohledňoval koncepci přirozeného práva.

## Členění zákoníku
- I. Úvod (§ 1–14)
- II. Díl první: O právu osobním (§ 15–284)
- III. Díl druhý: O právu k věcem (§ 285–1341)
- IV. Díl třetí: O ustanoveních společných pro práva osobní a práva věcná (§ 1342–1502)

## Úpravy a novelizace
Po roce 1848 docházelo k dílčím novelizacím tohoto předpisu zejména v oblasti práva vlastnického, směnečného, obchodního a stavebního, pro které nakonec byly vydány samostatné právní úpravy. Změnami ovšem procházelo i manželské právo, a to pod vlivem konkordátu uzavřeného s katolickou církví.
Pod vlivem nového německého občanského zákoníku, který vstoupil v platnost 1. ledna 1900, byla také v Rakousku roku 1904 jmenována komise pro přípravu nového občanskoprávního kodexu. Komise ovšem nebyla úspěšná, proto se přípravě návrhu začalo věnovat ministerstvo spravedlnosti. Svou osnovu zveřejnilo po přepracování parlamentním výborem v červenci 1907. Panská sněmovna několikrát upravovaný návrh přijala v prosinci 1912, v poslanecké sněmovně ale do začátku světové války nebyl projednán.
V průběhu světové války byly provedeny tři novelizace uskutečněné prostřednictvím císařských nařízení Františka Josefa I. Vliv německého občanského zákoníku projevil zejména u novelizace první a třetí.
První dílčí novela byla provedena císařským nařízením č. 276/1914 ř. z. ze dne 12. října 1914. Obsahovala 73 paragrafů a upravovala:
- lhůty k prohlášení za mrtvého (§ 1)
- podmínky způsobilosti žen ke svědectví (§ 3)
- péči o nezletilce v otcovské moci, péči o děti při rozvodu nebo rozloučení manželství a postavení nemanželských (§ 4–20)
- poručenství (§ 21–54)
- dědické právo (§ 55–73)

Druhá dílčí novela byla provedena císařským nařízením č. 208/1915 ř. z. ze dne 22. července 1915. Obsahovala 5 paragrafů a byla zaměřena na obnovy a opravy hranic pozemků.
Třetí dílčí novela byla provedena císařským nařízením č. 69/1916 ř. z. ze dne 19. března 1916. Skládala se z šesti oddílů o 202 paragrafech a upravovala:
- ustanovení o osobních právech (oddíl I.)
- popření manželského původu dítěte (oddíl II.)
- práva věcná (oddíl III.)
- právo dědické (oddíl IV.)
- právo obligační (oddíl V.)
- promlčení zákonné lhůty (oddíl VI.)

## ABGB v nástupnických státech po rozpadu Rakousko-Uherska

### Československo
ABGB byl do československého práva přijat zákonem č. 11/1918 Sb., známým jako recepční norma. Problém ovšem byl v tom, že byl recipován pouze pro české země (Čechy, Moravu a rakouské Slezsko), na Slovensku platilo zvykové uherské právo. Působnost ABGB byla po vzniku Československa rozšířena pouze pro oblast Hlučínska, a to vládním nařízením č. 152/1920 Sb. s účinností k 1. 5. 1920. Do 30. 4. 1920 platil na území Hlučínska německý BGB. S tímto právním dualismem v občanském právu Československá republika neúspěšně bojovala po celou dobu své existence, ale nikdy se občanské právo pro území celého státu v období první republiky sjednotit nepodařilo. V roce 1937 sice byla vypracována osnova československého občanského zákoníku, tak však vzhledem k politické situaci konce 30. let již nebyla přijata. Uspěla až právnická dvouletka po nástupu komunistické strany k moci, která během dvou let změnila veškeré dosavadní právo a ukončila v Československu právní dualismus.
ABGB byl několikrát novelizován (např. z něj v roce 1928 vypadla materie upravující osvojení). Na českém území platil ABGB do 31. prosince 1950, kdy byl nahrazen tzv. středním občanským zákoníkem; po tomto datu zůstala z ABGB v platnosti pouze ustanovení týkající se služební smlouvy (hlava XXVI., § 1151–1164), která byla zrušena až zákoníkem práce k 1. lednu 1965. Součástí občanského zákoníku ABGB byl také jeho uvozovací dekret, kterým se zákoník zaváděl do praxe. V paragrafu 16 uvozovacího dekretu je stanoveno, že základním zněním ABGB je znění německé vydané v říšské sbírce zákonů v roce 1811. Po celou dobu své platnosti ABGB v českém znění ve sbírce zákonů ČSR nikdy nevyšel.

### Jugoslávie
V Chorvatsku platil ABGB do roku 1946; následně byl postupně nahrazován jinými předpisy až do roku 1970.

### Polsko
Na území polské Haliče platil ABGB do konce roku 1946.

### Lichtenštejnsko
Na území Lichtenštejnska platí ABGB dodnes. Ustanovení upravující věcná práva (§ 285–530) byla s účinnosti k 1. 1. 1923 vypuštěna a nahrazena lichtenštejnským občanským zákoníkem (zákon č. 4 z roku 1923). Uvedený lichtenštejnský občanský zákoník je převzatá švýcarská právní úprava věcných práv ze švýcarského občanského zákoníku. Věcná práva v Lichtenštejnsku tak sledují švýcarskou právní úpravu věcných práv. Dosud neexistuje žádný rozsáhlejší komentář k textu lichtenštejnského ABGB. V praxi jsou užívány k výkladu textu lichtenštejnského ABGB rakouské komentáře k textu rakouského ABGB.

### Rakousko
V Rakousku platí ABGB dodnes. Asi polovina textu nebyla dotčena žádnou z novel.

## ABGB jako inspirace legislativních činností
Srbský občanský zákoník z roku 1844 představoval zkrácenou verzi ABGB.
ABGB byl inspiračním zdrojem občanskoprávní kodifikace v Atatürkově Turecku.